# Барановка (Михайловский район)
Бара́новка — деревня Голдинского сельского поселения Михайловского района Рязанской области России.

## Основные сведения

### География
Деревня Барановка расположена примерно в 14 км к югу от центра города Михайлов. 
Рядом с деревней берёт начало река Локня.
Высота центра населённого пункта составляет 221 м.

### Транспорт
В 2,5 км к востоку от деревни находится станция Голдино Московской железной дороги участка Ожерелье — Павелец

### Население
| 2010 |
| ---- |
| 12   |

### Климат
Климат умеренно континентальный, характеризующийся тёплым, но неустойчивым летом, умеренно суровой и снежной зимой. Ветровой режим формируется под влиянием циркуляционных факторов климата и физико-географических особенностей местности. Атмосферные осадки определяются главным образом циклонической деятельностью и в течение года распределяются неравномерно.
Согласно статистике ближайшего крупного населённого пункта — г. Рязани, средняя температура января −7.0 °C (днём) / −13.7 °C (ночью), июля +24.2 °C (днём) / +13.9 °C (ночью).
Осадков около 553 мм в год, максимум летом.
Вегетационный период около 180 дней.

## Этимология
Существует две версии происхождения названия деревни. По первой, селение названо по речке Барановке, по второй – по фамилии землевладельца Баранова.